# Cabal (parti politique)
Pour les articles homonymes, voir Cabal.
Cabal est un parti politique guatémaltèque dirigé par Edmond Mulet.

## Histoire
Cabal tient son origine du Parti humaniste du Guatemala fondé par Edmond Mulet en 2017 et devenu sa plateforme politique pour sa  candidature à l'élection présidentielle de 2019. Mulet, favorisé par son expérience internationale, arrive à la troisième place de l'élection et le Parti humaniste remporte six sièges au Congrès.
En janvier 2020, le Parti humaniste se déclare « en opposition » par rapport au gouvernement d'Alejandro Giammattei, mais quelques mois plus tard, le parti fait partie de la coalition au pouvoir. Mulet dénonce cette décision et démissionne du parti en novembre de la même année.
En novembre 2020, Mulet annonce sa nouvelle plateforme politique « Cabal ». En espagnol guatémaltèque, le mot « cabal » est utilisé comme une expression familière signifiant « exact ». En juillet 2022, le parti est enregistré par le Tribunal suprême électoral.
En décembre 2022, le parti annonce que Edmond Mulet est à nouveau candidat à la présidence en 2023, avec Máximo Santa Cruz comme candidat à la vice-présidence.

## Résultats électoraux

### Élections présidentielles
| Élection | Candidats    | Candidats         | Premier tour | Premier tour | Second tour | Second tour | Statut  |
| Élection | Président    | Vice-président    | Voix         | %            | Voix        | %           | Statut  |
| -------- | ------------ | ----------------- | ------------ | ------------ | ----------- | ----------- | ------- |
| 2023     | Edmond Mulet | Máximo Santa Cruz | 369 779      | 8,89         | –           | –           | Non élu |

### Élections législatives
| Élection | Voix    | %    | Sièges   | +/– |
| -------- | ------- | ---- | -------- | --- |
| 2023     | 371 087 | 8,90 | 18 / 160 | Nv  |